# Germe nad Ryndakos

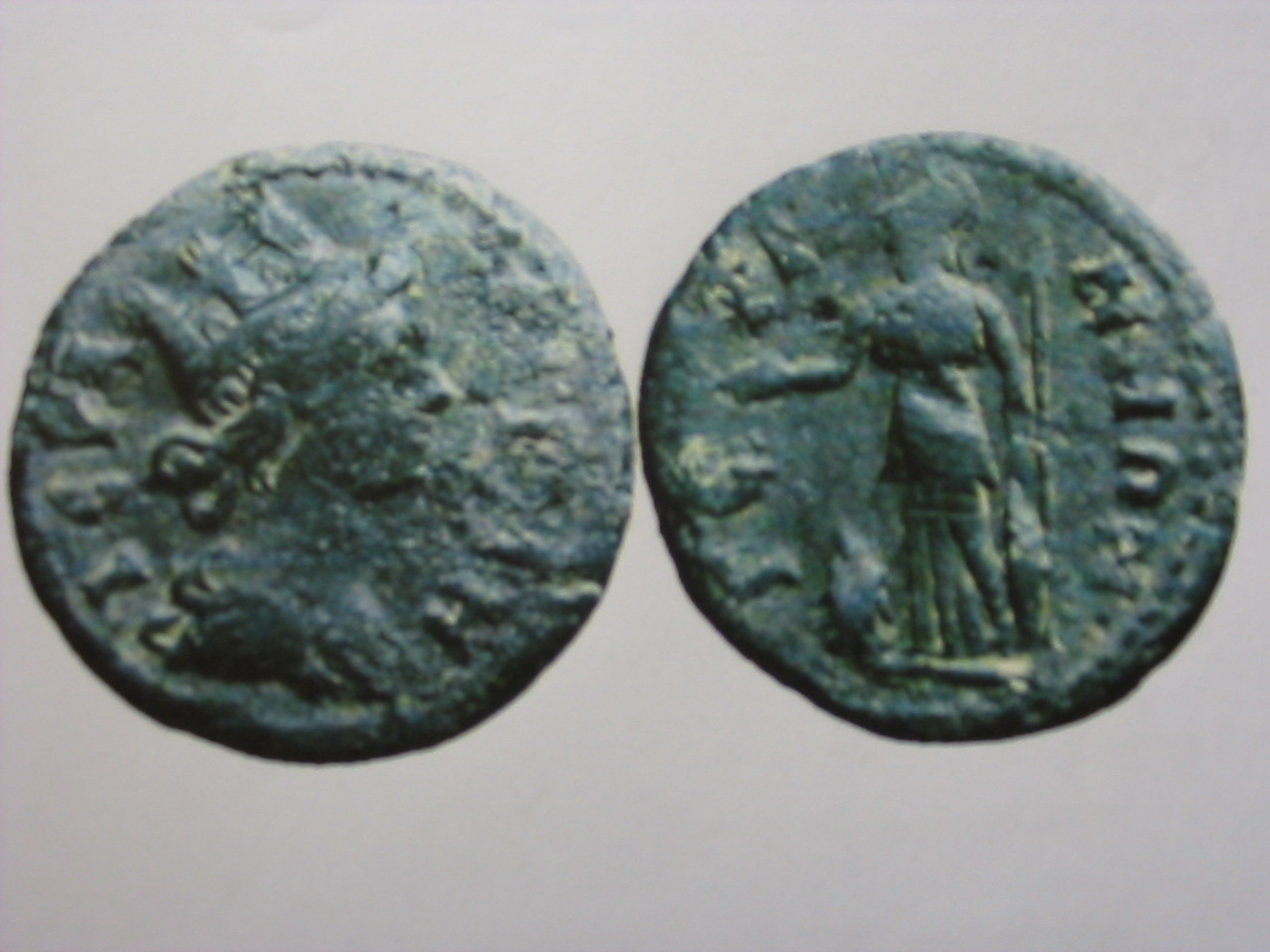
Lokalna moneta z czasów rozkwitu miasta (III wiek n.e.)

Germe (gr. Γέρμη, łac. Germe ad Rhyndacus) – miasto starożytne w małoazjatyckiej Myzji, położone pomiędzy rzekami Makestos i Ryndakos.
Miejscowość, której pochodzenie nazwy łączone jest z indoeuropejskim określeniem „ciepły”, w Geografii Ptolemeusza (V 2,14) wymieniana w prowincji Hellespontos. Mimo że w dziejach ogólnie pozbawiona większego znaczenia, w czasach rzymskich wyróżniała się obfitymi emisjami monet z wyobrażeniami opiekuńczej miejskiej bogini (Tyche-Fortuny) oraz Ateny i tytułowaniem „Święta” – Hiera Germe (Ἱερὰ Γέρμη). Najwcześniejsze monety datowane są na 79-81 n.e.
Największy rozwój miasto przeżywało w II-III wieku n.e., zwłaszcza za panowania Gordiana III, co zapewne łączyło się z pochodem jego wojsk na wojnę z sasanidzką Persją.   
Było również siedzibą nieistniejącego już biskupstwa, w Kościele rzymskokatolickim wciąż funkcjonującego tytularnie jako Germa in Hellesponto.
Miasto obecnie lokalizowane koło miejscowości Karaçam w rejonie Savaştepe.
W literaturze często mylone z lidyjskim Germe nad Kaikosem i rzymską kolonią o tej o tej nazwie w Galacji. Wpływał na to fakt, że dawni badacze (Barclay Head, Wroth, Imhoof-Blumer) skłonni byli przypisywać pochodzenie znajdowanych monet jedynie emisjom miasta myzyjskiego. 